# Droga wojewódzka 768
Die Droga wojewódzka 768 (DW 768) ist eine 94 Kilometer lange Droga wojewódzka (Woiwodschaftsstraße) in der polnischen Woiwodschaft Heiligkreuz und der Woiwodschaft Kleinpolen, die Jędrzejów mit Brzesko verbindet. Die Strecke liegt im Powiat Jędrzejowski, im Powiat Pińczowski, im Powiat Kazimierski, im Powiat Proszowicki und im Powiat Brzeski (Brzesko).

## Streckenverlauf
Woiwodschaft Heiligkreuz, Powiat Jędrzejowski
-  Jędrzejów (S 7, DK 7, DK 78, DW 728)
- Ludwinów
- Łysaków Kawęczyński
- Łysaków Drugi
- Zagaje

Woiwodschaft Heiligkreuz, Powiat Pińczowski
-  Węchadłów (DW 766)
- Podgórze
- Lipówka
- Świerczyna
- Sancygniów
- Opatkowice
- Niewiatrowice
- Działoszyce
- Dziekanowice

Woiwodschaft Heiligkreuz, Powiat Kazimierski
-  Drożejowice (DW 770)
-  Skalbmierz (DW 783)
- Topola
- Cudzynowice
-  Kazimierza Wielka (DW 776)
- Wojciechów
- Stradlice
- Podolany
- Stojanowice
- Dobiesławice
- Prokocice
- Podgaje

Woiwodschaft Kleinpolen, Powiat Proszowicki
-  Koszyce (DK 79)
- Sokołowice

Woiwodschaft Kleinpolen, Powiat Brzeski
- Górka
- Rząchowa
-  Szczurowa (DW 964)
- Rudy-Rysie
- Kamieniec
- Mokrzyska
-  Brzesko (A 4, DK 75, DK 94)